# Sabine Röther
Sabine Röther (Rostock, 17 de junho de 1957) é uma ex-handebolista alemã, medalhista olímpica.

## Carreira
Sabine Röther fez parte da equipe alemã oriental do handebol feminino, medalha de bronze em Moscou 1980, com um total de 5 jogos e 19 gols.